# Trviž
Trviž – wieś w Chorwacji, w żupanii istryjskiej, w mieście Pazin. W 2011 roku liczyła 409 mieszkańców.